# The Outhere Brothers
The Outhere Brothers är en amerikansk hiphop-duo, bestående av lyricisten Craig "Malik" Simpkins och skivproducenten/remixern Lamar "Hula" Mahone.
Duon formades i Chicago 1987. Deras musik klassas ofta som eurodance, trots att de egentligen är från USA. Deras musik är i USA speciellt populär bland diskotekbesökare. De är primärt kända för sina hits "Don't Stop (Wiggle Wiggle)", "Fuk U in the Ass", "Boom Boom Boom" och "La De da de de de (We Like to Party)" från 1998 års The Other Side. Det fanns försök att få deras musik censurerad i Storbritannien kring denna tid, på grund av deras 2 Live Crew-liknande texter. I Storbritannien blev The Outhere Brothers den tredje gruppen som haft efterföljande #1 hits med sina första två singlar.